# Paraśurāma

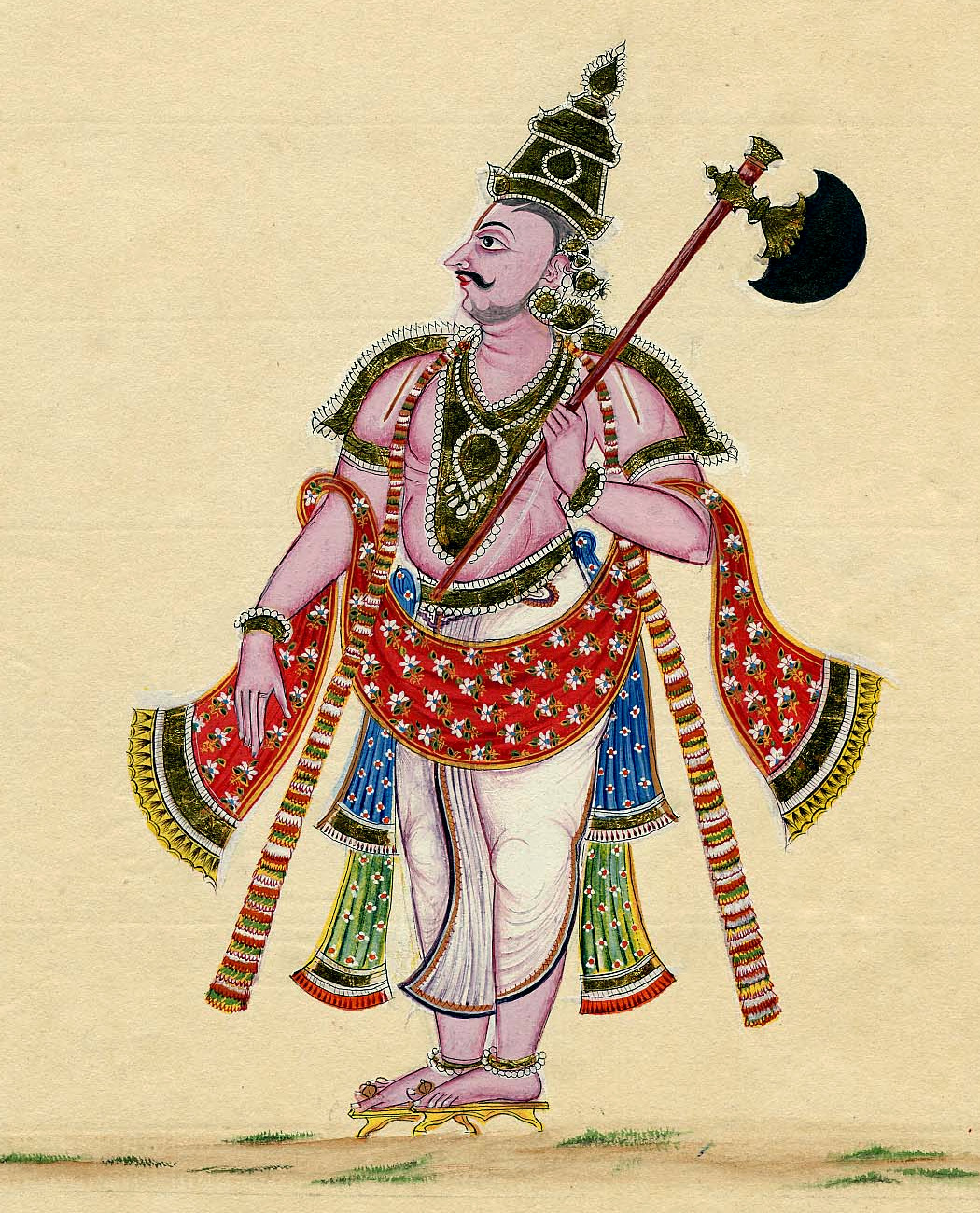
Paraśurāma (XIX secolo, British Museum)

Paraśurāma (devanāgarī: परशुराम; lett. "Rāma con il paraśu (s.m. "ascia")") è, nell'induismo, un avatara di Visnù.

## Fonti
Le caratteristiche e le vicende inerenti all'avatara Paraśurāma sono narrate in particolar modo nei Vāyu Purāṇa (91-93), Agni Purāṇa (V), Brahmā Purāṇa (X), Padma Purāṇa (VI, 268), Matsya Purāṇa (47), Bhāgavata Purāṇa (IX, 15-16), Mahābhārata (I, 66; V, 178-185; VIII, 36).
In ambito visnuita è meglio conosciuto come Bhārgava Rāma o Jāmadagni Rāma per distinguerlo da Rāma, l'eroe divino del Rāmāyaṇa a cui , al I kāṇḍa 76° sarga, Paraśurāma consegna lo status di avatara dopo che il primo lo ha privato del tapas, (l'"ardore", la "potenza", ascetica) colpendolo con la freccia dell'arco che Viśvakarman aveva costruito per Visnù.

## Mito
Quando la potente ma arrogante casta guerriera degli kṣatriya oppresse la casta sacerdotale dei brahmana, umiliandoli, Visnù assunse la forma di Paraśurāma, quinto figlio del brahmano Jamadagni e di Reṇukā che, armato di scure, sconfisse ripetutamente gli kṣatriya, restituendo ai brahmani la legittima supremazia castale.
Secondo la tradizione Paraśurāma è un componente dei Bhārgava ovvero di quella famiglia brahmanica discendente di Bhṛgu.